# Liochrysogaster przewalskii
Liochrysogaster przewalskii är en tvåvingeart som beskrevs av Stackelberg 1924. Liochrysogaster przewalskii ingår i släktet Liochrysogaster och familjen blomflugor. Inga underarter finns listade i Catalogue of Life.